# Cantonul Saint-Denis-4
Cantonul Saint-Denis-4 este un canton din arondismentul Saint-Denis, Réunion, Franța.